# Parafia Niepokalanego Poczęcia Najświętszej Maryi Panny w Janowie
Parafia Niepokalanego Poczęcia Najświętszej Maryi Panny w Janowie – parafia rzymskokatolicka w Janowie. Należy do dekanatu Żarki archidiecezji częstochowskiej. Została utworzona w 1912 roku.